# Кушнір Володимир (військовик)
Володи́мир Кушні́р (30 квітня 1894, Дрогобич — жовтень 1970, Оушен (Нью-Джерсі)) — старший десятник УГА.

## Життєпис
Народився 30 квітня 1894 року в м. Дрогобич.
Під час Першої світової війни був вояком 77-го піхотному полку австро-угорської армії, в 1916 році близько Косова в Карпатах був поранений і взятий у полон російськими військами. Під час революції 1917 року працював друкарським складачем в «Ріднім Слові» в Харкові.
Брав активну участь у підготовці Листопадового зриву в Дрогобичі. Після закінчення школи Державної Жандармерії навесні 1919 року у Станіславові, служив в Повітовій Команді Жандармерії УГА в Дрогобичі, і за Збручем в Кам'янці-Подільському.
У листопаді 1919 року захворів на тиф і був узятий в полон польськими військами в Проскурові. Був інтернований до концтабору в Ланцуті, звідки утік навесні 1920 року.
Емігрував до США в 1921 році, де був друкарським складачем в «Свободі», протягом 40 років.